# .nato

.nato était un domaine générique de premier niveau dans le système de nom de domaine (DNS) d’Internet.
Ce domaine était réservé à l’OTAN, dont l'acronyme en anglais lui a donné son nom : NATO pour North Atlantic Treaty Organisation.

## Historique
Le domaine de premier niveau .nato a été attribué à l'OTAN par l’InterNIC à la fin des années 1980. L’OTAN estimait alors qu'aucun des domaines de premier niveau existants ne reflétait son statut d'organisation internationale.
Cependant, peu de temps après l’attribution de ce domaine, le domaine de premier niveau .int a été créé pour les organisations internationales. L'OTAN a alors accepté d’abandonner le domaine .nato et d’utiliser le domaine nato.int.
Le domaine .nato, bien que non utilisé pendant plusieurs années, n'a été supprimé qu’en juillet 1996.